# Mammen Sogn
Mammen Sogn er et sogn i Viborg Østre Provsti (Viborg Stift).
I 1800-tallet var Mammen Sogn anneks til Bjerring Sogn. Begge sogne hørte til Middelsom Herred i Viborg Amt. Bjerring-Mammen sognekommune blev delt i begyndelsen af 1950'erne, hvor Bjerring Sogn gik ind i den nyoprettede Bjerringbro sognekommune mens Mammen Sogn fortsatte som selvstændig sognekommune. Ved kommunalreformen i 1970 gik Bjerringbro og Mammen sognekommuner ind i Bjerringbro Kommune, som ved strukturreformen i 2007 blev indlemmet i Viborg Kommune.
I Mammen Sogn ligger Mammen Kirke.
I sognet findes følgende autoriserede stednavne:
- Brunkhede (bebyggelse)
- Dalsgårde (bebyggelse)
- Korreborg (bebyggelse)
- Mammen (bebyggelse, ejerlav)
- Snorsang (bebyggelse)
- Stribegårde (bebyggelse)
- Vesterhede (bebyggelse)